# Akang Siwah
Akang Siwah is een bestuurslaag in het regentschap Gayo Lues van de provincie Atjeh, Indonesië. Akang Siwah telt 324 inwoners (volkstelling 2010).